# Мађарска на Зимским олимпијским играма 1932.
Мађарска је учествовала на Зимским олимпијским играма које су одржане 1932. године у Лејк Плесиду, САД. Ово је било треће учешће мађарских спортиста на зимским олимпијадама. Мађараски спортисти су на овој олимпијади освојили своју прву зимску олимпијску медаљу, бронзу.
Мађарска је на ову олимпијаду послала четири такмичара, два мушкарца и две жене, који су учествовали у једној спортској дисциплини, уметничком клизању, парови. Пар Солаш-Ротер је освојио треће место и бронзану медаљу и у укупном, незваничном скору, Мађарска је са седам поена била на седмом месту

## Медаље
| Медаља | Име                          | Спортска грана    | Дисциплина |
| ------ | ---------------------------- | ----------------- | ---------- |
|        | Емилија Ротер др Ласло Солаш | Уметничко клизање | Парови     |

## Резултати по спортовима
У табели је приказан успех мађарских спортиста на олимпијади. У загради иза назива спорта је број учесника
Са појачаним бројевима је означен најбољи резултат.
Принцип рачунања олимпијских поена: 1. место – 7 поена, 2. место – 5 поена, 3. место – 4 поена, 4. место – 3 поена, 5. место – 2 поена, 6. место – 1 поен.

| Спортска дисциплина | Освојено место | Освојено место | Освојено место | Освојено место | Освојено место | Освојено место | Олимпијски поени | Такмичари | Такмичари | Такмичари |
| Спортска дисциплина |                |                |                | 4.             | 5.             | 6.             | Олимпијски поени | Мушки     | Женске    | Укупно    |
| Спортски парови (1) | 0              | 0              | 1              | 1              | 0              | 0              | 7                | 2         | 2         | 4         |
|                     |                |                |                |                |                |                |                  |           |           |           |
| Укупно              | 0              | 0              | 1              | 1              | 0              | 0              | 7                | 2         | 2         | 4         |

## Уметничко клизање
Спортски парови
| Име                          | Дисциплина      | Резултат | Позиција |
| ---------------------------- | --------------- | -------- | -------- |
| Олга Оргоништа Шандор Салај  | спортски парови | 28/10,31 | 4.       |
| Емилија Ротер др Ласло Солаш | спортски парови | 20/10,91 |          |